# Sylety
Sylety, Silety (kaz. Сілеті; ros. Селеты, Силеты) – rzeka w północnym Kazachstanie, o długości 407 km, powierzchni zlewni 18,5 tys. km², średnim przepływie 5,8 m³/s oraz reżimie śnieżnym (95% przepływu podczas maksimum).
Wypływa na północ od Astany na północnym skraju Pogórza Kazachskiego. Płynie na północny wschód, wypływa na Nizinę Zachodniosyberyjską, skręca na północny zachód i kończy bieg w bagnach otaczających bezodpływowe jezioro Syletytengyz. Do samego jeziora dociera tylko przy wysokim stanie wody. Latem wysycha i rozpada się na łańcuch słonawych jeziorek. Zamarza na okres od grudnia do marca, w wielu miejscach przemarza do dna. Wody używane do nawadniania.